# ロベルト・ガルシア
ロベルト・ガルシア（Roberto Garcia、1975年1月29日 - ）は、アメリカ合衆国の男性プロボクサー。カリフォルニア州サンペドロ出身。元IBF世界スーパーフェザー級王者。
父エドゥアルド・ガルシアはボクシングトレーナーとして40年以上のキャリアを持つベテラントレーナー。弟ミゲル・アンヘル・ガルシアは世界4階級制覇王者。
現在はトレーナーとして活躍しており、弟のミゲル・アンヘル・ガルシア、エフゲニー・グラドビッチ、ブランドン・リオスといった選手を指導している。

## 来歴
アマチュア時代はオスカー・デ・ラ・ホーヤと対戦したことがある。
1992年7月15日、プロデビュー(2回KO勝ち)を日本で行う。
その後2、3戦目も日本のリングに上がり、いずれも勝利を収めている。
1995年4月21日、フリアン・ウェイラーが持つNABF北米スーパーフェザー級王座に挑戦し、12回判定勝ちを収め王座獲得に成功。
1998年3月13日、フロリダ州マイアミにあるマッコスキー・インディアン・ガミング・リゾートにて、 アルツロ・ガッティ が返上したIBF世界スーパーフェザー級王者を賭けハロンド・ウォーレンと対戦。終始、ガルシアがペースを握り、3-0の大差判定勝ちで無敗のまま王座獲得に成功した。
1998年10月24日、ニュージャージー州アトランティックシティにあるトゥルンプ・タージ・マハルにて、ラモン・レドン(キューバ)と対戦し、2回にガルシアがダウンを喫するも、4回にダウンを奪い返して相手に流れたペースを握ると5回一気に攻勢を強めダウンを奪い、最後は相手を追撃してダイブさせてKO勝ち。逆転で王座初防衛に成功した。
1999年1月16日、MGMグランドにて、元IBF・WBO世界スーパーフェザー級王者ジョン・ジョン・モリナと対戦した。しかし前回とは違ってモリーナに積極的に攻められるも、要所でポイントを取り、3-0の僅差判定勝ちを収め2度目の防衛に成功した。
1999年10月23日、MGMグランドにて、28戦全勝の強打者ディエゴ・コラレスと対戦し、終始互角にラウンドを取り合い、2点差とリードされ巻き返しが利く範囲内だった。しかしそのあとコラレスの猛攻撃を受けレフェリーストップ。TKO負けを喫し、王座から陥落した。
2000年6月3日、MGMグランドでの再起戦をベン・ターキーと行った。終始ガルシアが順調な立ち上がりでラウンドを連取。しかし、最終10回一気に隙を突かれ最後はレフェリーストップを喫するTKO負け。まさかの復帰戦で黒星で再起に失敗した。
2001年1月6日、テキサス・ステーション・カジノにて、WBA世界スーパーフェザー級王者ホエール・カサマヨールに挑戦。スーパーフェザー級2冠を目指すガルシアは初回から積極的に攻め、
カサマヨールを後退させる一幕を作った。しかしそんなに長く続かず最後はまたしてもレフェリーストップとなるTKO負け。試合後のスコアは2-0とガルシアがリードしていたが、逆転で2冠ならず。
2001年9月22日の試合を最後に引退し、トレーナーに転身した。

## トレーナー時代
引退後トレーナーになるべく カリフォルニア州オックスナードに父エドゥアルドが主催するラ・クロニア・ユースボクシングクラブで一人前になるまでエドゥアルドの指導でトレーナー術を学ぶ。
トレーナー術を学んだあとは同じ カリフォルニア州オックスナードに自身のジム「ロベルト・ガルシア・ボクシング・アカデミー」を開設。
現在では多くのボクサーからトレーナーの要請が届く人気トレーナーの一人となった。

## 主な指導を行ったボクサー
- ノニト・ドネア
- フェルナンド・バルガス
- ブランドン・リオス
- スティーブン・ルエバノ
- エフゲニー・グラドビッチ
- ケリー・パブリク
- マルコス・マイダナ
- アントニオ・マルガリート
- マルコ・アントニオ・ルビオ
- ホアン・グズマン
- エルナン・マルケス
- ブライアン・ビロリア

## ドネアなどのボクサーの関係
ドネアとの出会いは2008年。それまで父から指導を受けていたドネアは方向性の違いで対立し父とのコンビを解消した。
ドネアの妻からの紹介で、ドネアの参謀として招聘され、ガルシアはジムでのボクシングでの仕事の多忙からあまり顔を出してはいなかったが、週に1回ドネアの練習場に顔をだし、自分がスパーリングパートナーとして練習相手になったりした。ドネアは「スパーリングで試合での悪い例を言ってくれるからすごく助かる」と話した。なおギレルモ・リゴンドウ戦を最後にドネアは父ノニト・シニアと再度コンビを結成。ガルシアとのコンビは解消したが、今でもアドバイスを送っている。エフゲニー・グラドビッチはアメリカに渡ってからデビューからガルシアのパートナーとして指導を続けていて、 カリフォルニア州オックスナード在住でスペイン語を話す人が多いためかグラドビッチは英語ではなくスペイン語を覚えた(現在は英語まで覚えた)のでインターバル中の指示はほとんどスペイン語での指示が多い。

## 獲得タイトル
- NABF北米スーパーフェザー級王座
- 第13代IBF世界スーパーフェザー級王者（防衛0）